# Kučerov
Obec Kučerov (německy Kutscherau) se nachází v okrese Vyškov v Jihomoravském kraji. Žije zde 496 obyvatel.

## Historie
Obec má svoji významnou dlouholetou historii. Písemné doklady o vzniku obce sahají do roku 1235, kdy zde byl kostel patřící doubravickému klášteru, nyní zasvěcený sv. Petru a Pavlu. Tento kostel, který je význačnou dominantou obce, patří mezi nejstarší kostely na Moravě. Proto také byla kostelu po celou dobu věnována velká péče. V roce 1725 byl celý přestavěn. Z dalších historických dokumentů je známo, že v roce 1718 zde byl hostinec, palírna a mlýn. Pošta existovala již v roce 1888. V roce 1910 rozjela v obci výrobu cihelna. V roce 1924 byl vystavěn Dětský domov – sirotčinec. Česká mateřská a měšťanská škola, i pro okolní obce, vznikla v roce 1935 a byla zde do roku 1939, kdy byla přeložena. Do roku 1945 byl Kučerov součástí německého jazykového ostrůvku na Vyškovsku.

## Obyvatelstvo

### Struktura
V obci k počátku roku 2016 žilo celkem 498 obyvatel. Z nich bylo 245 mužů a 253 žen. Průměrný věk obyvatel obce dosahoval 41,7 let. Dle Sčítání lidu, domů a bytů, provedeného v roce 2011, žilo v obci 448 lidí. Nejvíce z nich bylo (15,2 %) obyvatel ve věku od 50 do 59 let. Děti do 14 let věku tvořily 13,8 % obyvatel a senioři nad 70 let úhrnem 9,6 %. Z celkem 386 občanů obce starších 15 let mělo vzdělání 45,9 % střední vč. vyučení (bez maturity). Počet vysokoškoláků dosahoval 3,1 % a bez vzdělání bylo naopak 1,3 % obyvatel. Z cenzu dále vyplývá, že ve městě žilo 204 ekonomicky aktivních občanů. Celkem 86,8 % z nich se řadilo mezi zaměstnané, z nichž 68,1 % patřilo mezi zaměstnance, 2,9 % k zaměstnavatelům a zbytek pracoval na vlastní účet. Oproti tomu celých 48,4 % občanů nebylo ekonomicky aktivní (to jsou například nepracující důchodci či žáci, studenti nebo učni) a zbytek svou ekonomickou aktivitu uvést nechtěl. Úhrnem 209 obyvatel obce (což je 46,7 %), se hlásilo k české národnosti. Dále 111 obyvatel bylo Moravanů a 4 Slováků. Celých 97 obyvatel obce však svou národnost neuvedlo.
Vývoj počtu obyvatel za celou obec i za jeho jednotlivé části uvádí tabulka níže, ve které se zobrazuje i příslušnost jednotlivých částí k obci či následné odtržení.
| Místní části   | Místní části | 1791 | 1834 | 1869 | 1880 | 1890 | 1900 | 1910 | 1921 | 1930 | 1950 | 1961 | 1970 | 1980 | 1991 | 2001 | 2011 |
| -------------- | ------------ | ---- | ---- | ---- | ---- | ---- | ---- | ---- | ---- | ---- | ---- | ---- | ---- | ---- | ---- | ---- | ---- |
| Počet obyvatel | část Kučerov | 538  | 659  | 603  | 601  | 644  | 698  | 706  | 736  | 834  | 626  | 635  | 612  | 501  | 457  | 487  | 448  |
| Počet domů     | část Kučerov | 89   | 111  | 117  | 126  | 129  | 142  | 150  | 153  | 188  | 178  | 152  | 155  | 138  | 158  | 159  | 160  |

### Náboženský život
Obec je sídlem římskokatolické farnosti Kučerov. Ta je součástí slavkovského děkanství – Brněnské diecéze v Moravské provincii. Farním kostelem je kostel svatého Petra a Pavla. Místním knězem je administrátor excurrendo, Bohdalice – Mgr. Bc. Jan Hanák. Při censu prováděném v roce 2011 se 116 obyvatel obce (26 %) označilo za věřící. Z tohoto počtu se 94 hlásilo k církvi či náboženské obci, a sice 85 obyvatel k římskokatolické církvi (19 % ze všech obyvatel obce), dále 4 k Církvi československé husitské. Úhrnem 125 obyvatel se označilo bez náboženské víry a 207 lidí odmítlo na otázku své náboženské víry odpovědět.

## Pamětihodnosti
- Farní kostel svatého Petra a Pavla
- Barokní socha sv. Jana Nepomuckého z 18. století
- Dům č. p. 12 se žudrem
- Národní přírodní rezervace Větrník (na katastru obce Letonice)
- Pomník obětem válek

## Galerie

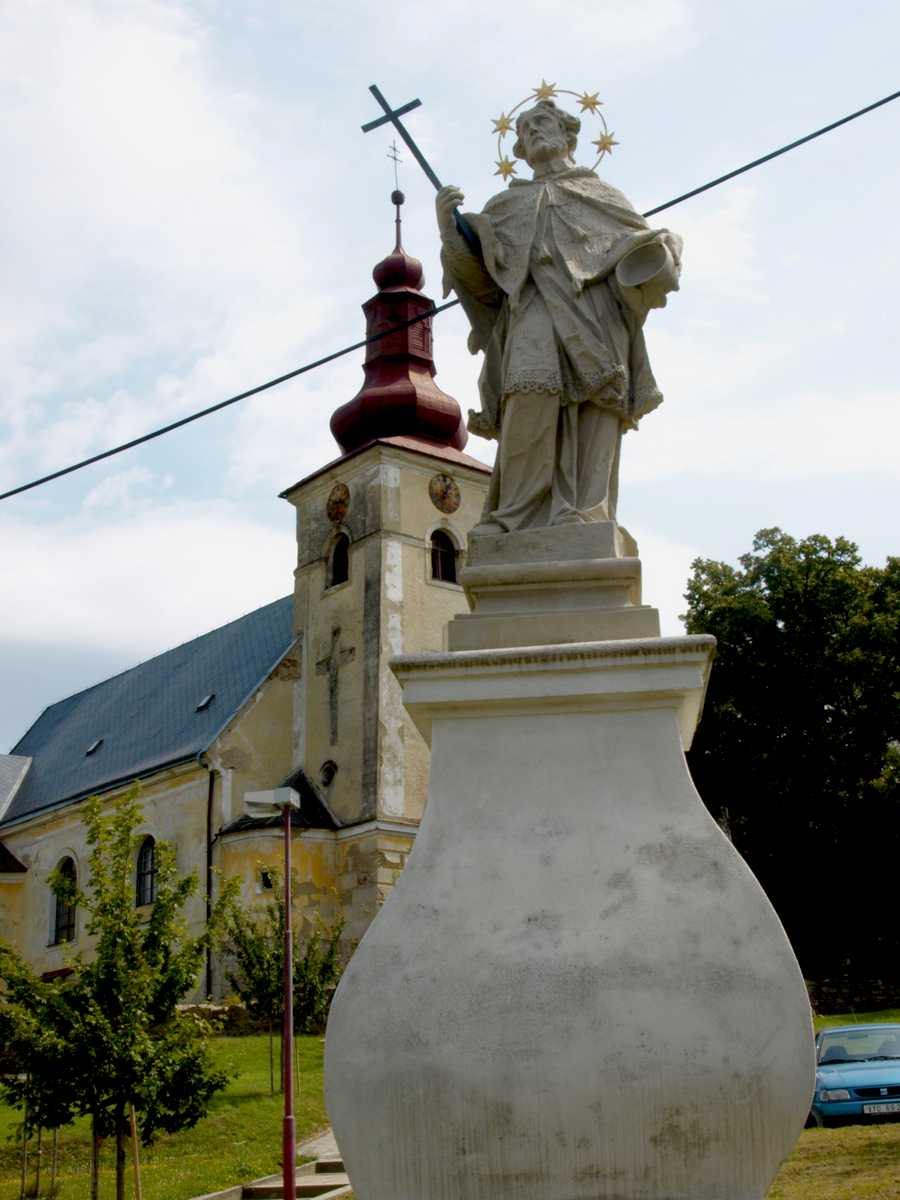
Socha sv. Jana Nepomuckého a kostel sv. Petra a Pavla
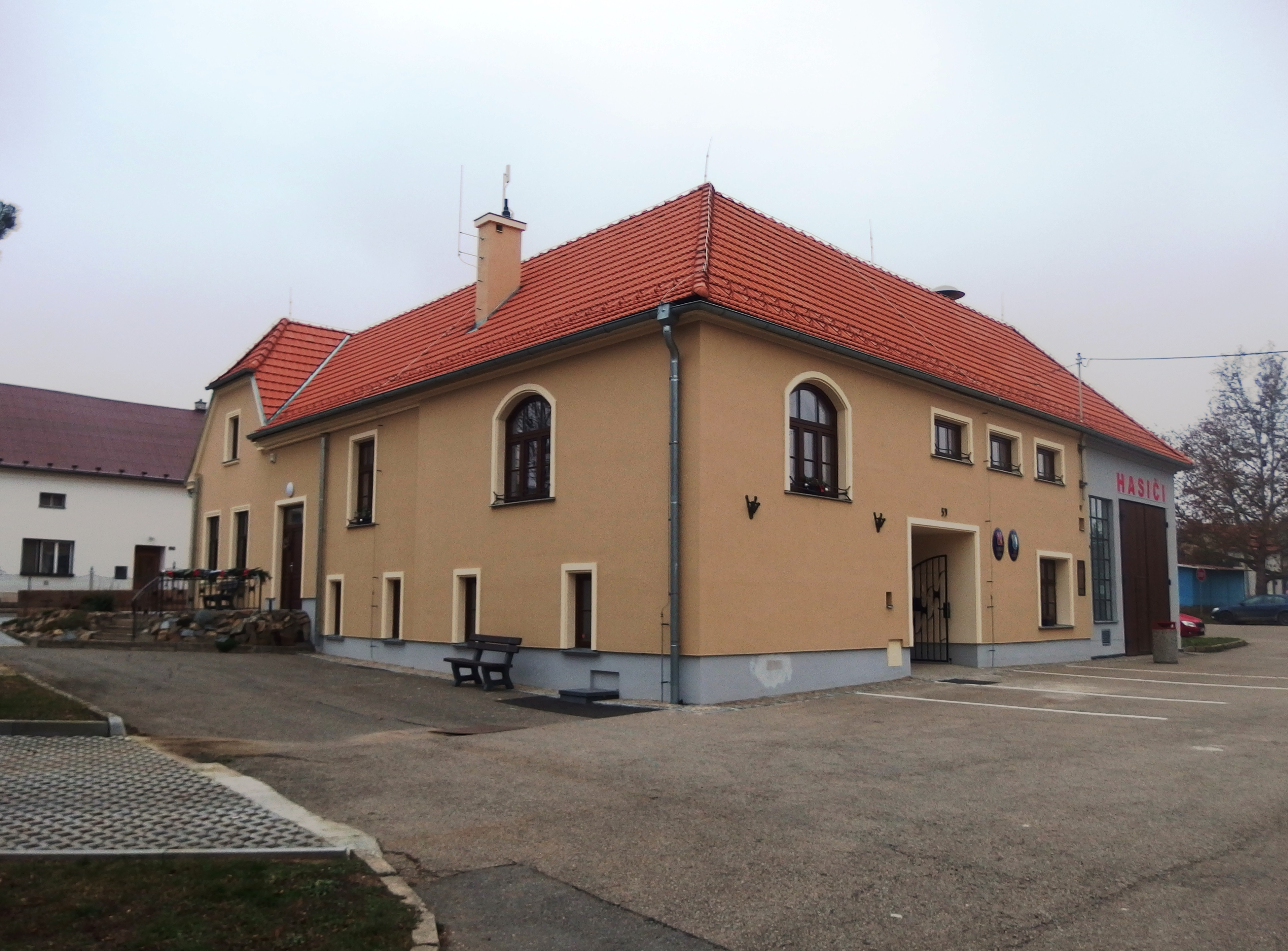
Obecní úřad
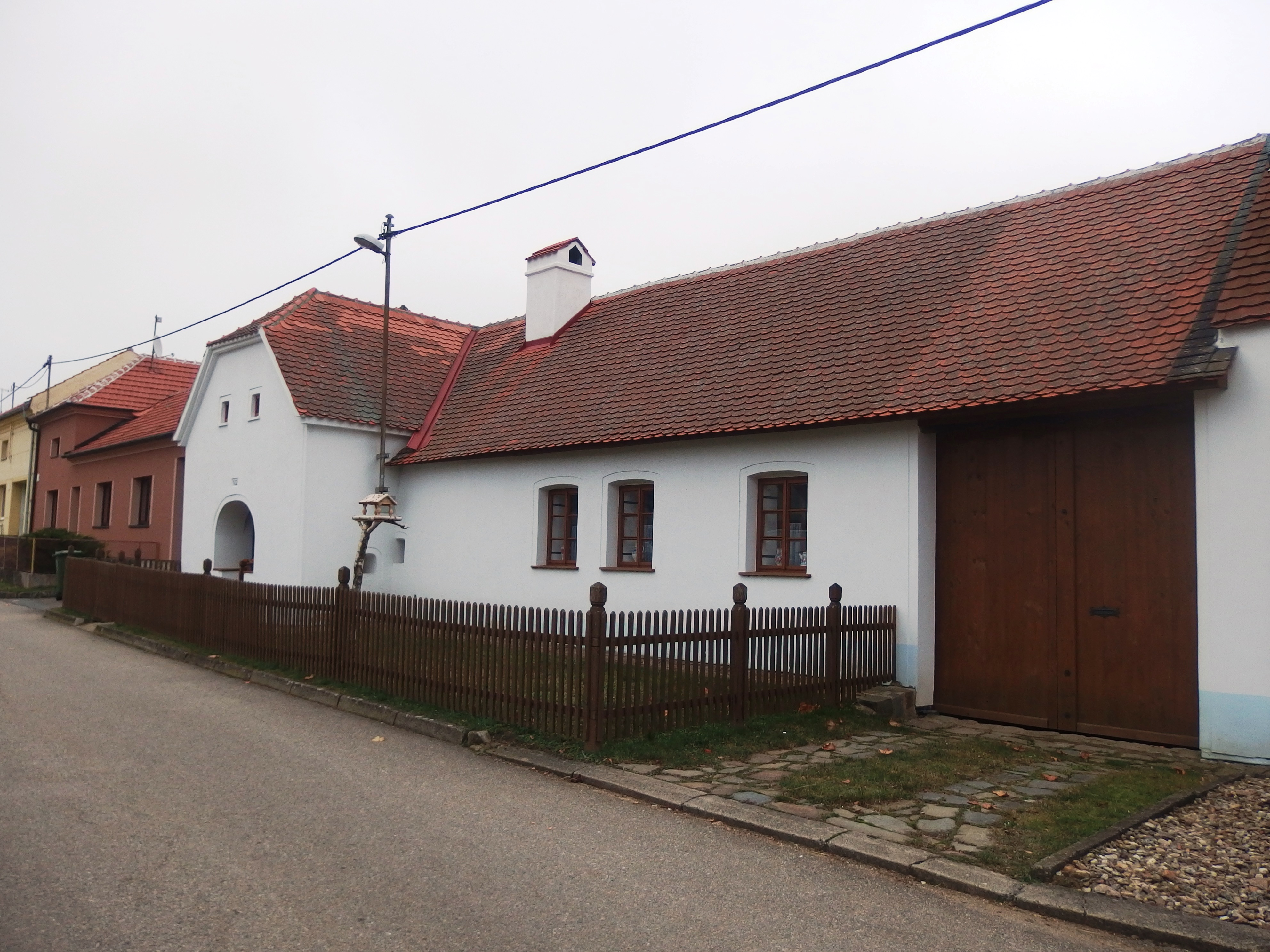
Památkově chráněný dům č. p. 12 s žudrem
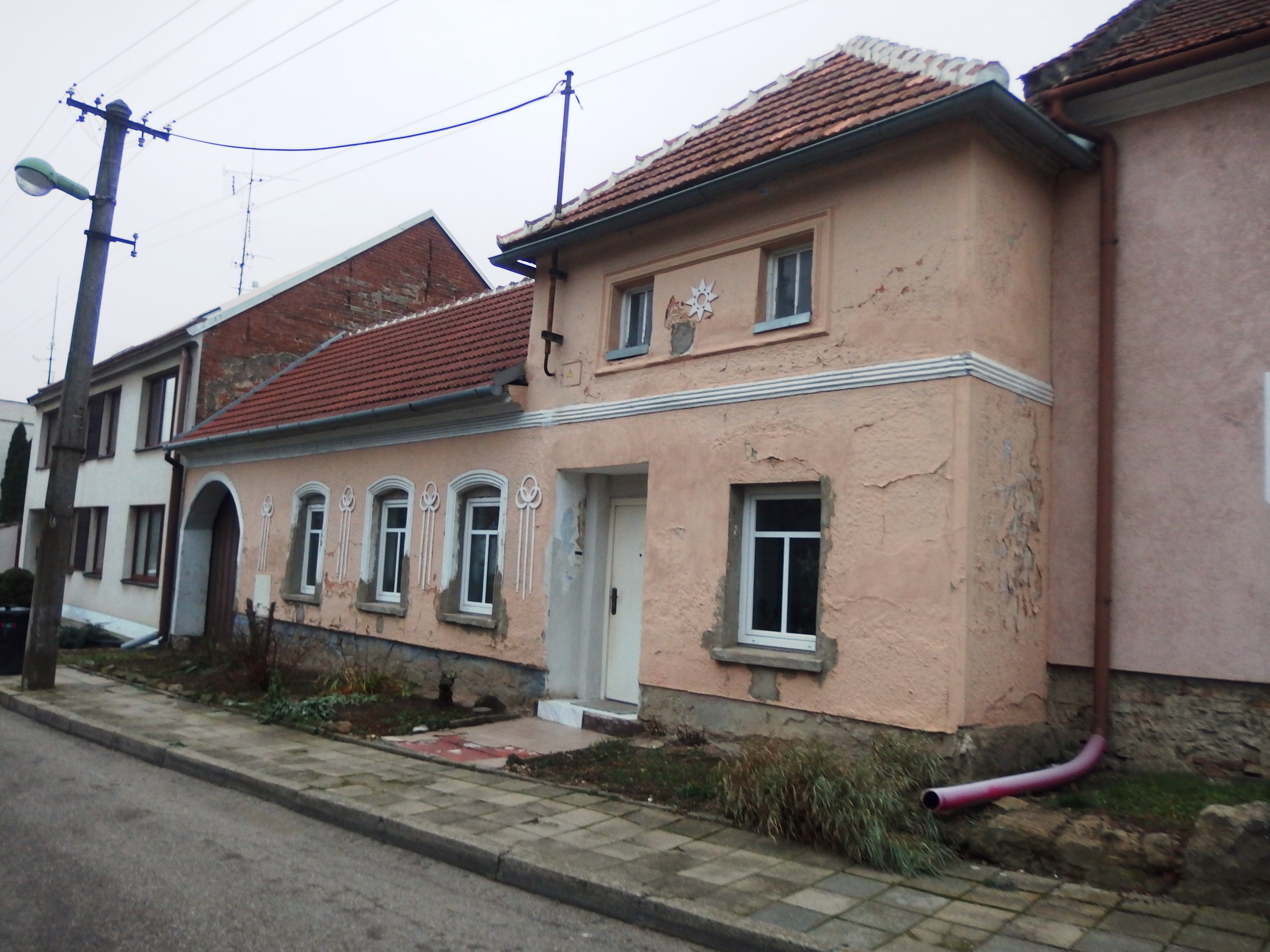
Dům č. 50 na návsi